# Escatrón
Escatrón – gmina w Hiszpanii, w prowincji Saragossa, w Aragonii, o powierzchni 94,64 km². W 2011 roku gmina liczyła 1133 mieszkańców.